# George Fisher (cantante)
George Fisher, noto anche con lo pseudonimo di Corpsegrinder (Baltimora, 8 luglio 1970), è un cantante statunitense, noto per la sua militanza nei Cannibal Corpse.

## Biografia
Il suo soprannome è dovuto al suo primo gruppo, i Corpsegrinder. Quando entrò nei Monstrosity, alcuni membri non ricordarono il suo cognome e lo chiamarono "George, il ragazzo dei Corpsegrinder".
Fisher ha un growl molto gutturale e fa un utilizzo sapiente dello screaming. È famoso per il suo stile di headbanging circolare, detto windmill (o circular swing) e per i suoi estesi scream, che talvolta superano le decine di secondi (chiari esempi in Devoured by Vermin, They Deserve to Die,  The Time to Kill Is Now, Mutation of the Cadaver). Nel 2022 pubblica il suo primo album da solista, Corpsegrinder.
Non avendo mai avuto lezioni di canto, Fisher ha sviluppato il suo stile unico ascoltando varie composizioni di band come Death, Kreator, Slayer e Stormtroopers of Death.

## Carriera
Nel 1991, Fisher fece la sua prima apparizione ufficiale nell'album Effigy of the Forgotten del gruppo musicale Suffocation, dove ha fatto parzialmente da corista per le canzoni "Mass Obliteration" e "Reincremation".
Durante questo periodo Fisher ha partecipato da cantante alla registrazione degli album "Imperial Doom" e "Millennium" di Monstrosity, prima di abbandonare il gruppo definitivamente  per poi unirsi ai Cannibal Corpse nel 1995, al posto del cantante Chris Barnes.
Durante la sua carriera George Fisher ha partecipato da ospite in tante altre canzoni, come  "Control" dei Suicide Silence, "The Synthetic Sea"  Dei Job For a Cowboy e "Take Your Pick"  degli Ice Nine Kills. 
Inoltre occasionalmente fa qualche apparenza nella serie televisiva animata Metalocalypse.

## Vita privata
Fisher è nato nella città di Baltimora, Maryland. È sposato e ha due figlie.
George è un accanito giocatore del famoso gioco MMORPG World of Warcraft ed è un membro dell'Orda nel server Burning Blade; di tale passatempo c'è traccia anche nel booklet di Kill, dove è arrivato a scrivere Fuck the Alliance!!!, in segno di spregio per la fazione avversaria del sopracitato gioco.
Approfitta dei tour in giro per il mondo per giocare a tutte le macchinette pesca pupazzi che trova, per poi donare tutti i pupazzi che vince alle associazioni di beneficenza per bambini malati.

## Discografia

### Da solista
- 2022 – Corpsegrinder

### Con i Cannibal Corpse
- 1996 – Vile
- 1998 – Gallery of Suicide
- 1999 – Bloodthirst
- 2002 – Sacrifice/Confessions (EP)
- 2000 – Live Cannibalism (album dal vivo)
- 2002 – Gore Obsessed
- 2002 – Worm Infested (EP)
- 2004 – The Wretched Spawn
- 2004 – Metal Blade Records: 20th Anniversary Party (split con Armored Saint, Lizzy Borden, Vehemence, Cattle Decapitation, Engine)
- 2006 – Kill
- 2009 – Evisceration Plague
- 2011 – Global Evisceration (album dal vivo)
- 2012 – Torture
- 2013 – Torturing and Eviscerating Live (album dal vivo)
- 2014 – A Skeletal Domain
- 2017 – Red Before Black
- 2021 – Violence Unimagined
- 2023 – Chaos Horrific

### Con i Monstrosity
- 1992 – Imperial Doom
- 1996 – Millennium

### Con i Path of Possession
- 2002 – Legacy in Ashes
- 2003 – The Crypt of Madness (split con i Dark Faith)
- 2005 – Promises in Blood

### Altri
- 2014 – Voodoo Gods - Anticipation for Blood Leveled in Darkness
- 2016 – Serpentine Dominion - Serpentine Dominion

### Collaborazioni
- 1996 – Transmetal - México Bárbaro (cori in México Bárbaro e Ceveline)
- 1998 – Acheron - Those Who Have Risen (cori e voce)
- 1998 – Defiled - Promo Tape 1998 (voce in Defeat of Sanity)
- 1998 – Ritual Carnage - The Highest Law (voce in Death Metal)
- 2000 – Disgorge - Forensick (voce in Crevice Flux Warts)
- 2003 – Suffocation - Effigy of the Forgotten (voce e cori in Reincremation e Mass Obliteration)
- 2013 – Dethklok - The Doomstar Requiem (voce e cori con il nome Metal Masked Assassin)
- 2014 – Suicide Silence - You Can't Stop Me (voce in Control)
- 2014 – Job for a Cowboy - Sun Eater (voce in The Synthetic Sea)
- 2016 – Heaven Shall Burn - Wanderer (voce in Prey to God")
- 2019 – Infernäl Mäjesty - Demon God (voce in S.O.S.)
- 2019 – Jamey Jasta - The Lost Chapters, Volume 2 (voce in They Want Your Soul)
- 2019 – Amon - Escape The Flesh (voce in Lunatic of God's Creation)
- 2020 – Igorrr - Spirituality and Distortion (voce in Parpaing)

## Omaggi
- A lui si è ispirato Brendon Small per creare il frontman della band virtuale dei Dethklok, Nathan Explosion, nella serie animata Metalocalypse. Fisher ha fatto anche diverse apparizioni vocali nella serie stessa.